# 뿌요뿌요 피버
《뿌요뿌요 피버》(ぷよぷよフィーバー 푸요푸요 휘바[*])는 일본의 게임 회사 세가가 제작한 낙하형 퍼즐 게임으로, 뿌요뿌요 시리즈의 리부트 작품이다. 북미 및 유럽 지역에선 《뿌요팝 피버》(Puyo Puyo Fever)라는 제목으로 출시되었다.

## 진행 방식

### 스토리
스토리는 크게 3가지의 난이도별 코스로 나뉜다. 룬룬 코스와 와쿠와쿠 코스는 아미티가, 하라하라 코스는 라피나가 스토리의 주인공으로 등장한다.
- 룬룬 코스 : 낮은 난이도의 스테이지 3개로 이루어져 있다.
  1. 리델
  2. 타루타루
  3. 아코르 선생
- 와쿠와쿠 코스 : 보통 난이도의 스테이지 8개로 이루어져 있다.
  1. 라피나
  2. 멋쟁이 해골
  3. 리델
  4. 도토리 개구리
  5. 크루크
  6. 프랑켄슈타인 부자
  7. 아르르
  8. 포포이
- 하라하라 코스 : 높은 난이도의 스테이지 8개로 이루어져 있다.
  1. 오니온
  2. 크루크
  3. 물고기 왕자
  4. 타루타루
  5. 유우
  6. 호호우도리
  7. 아코르 선생
  8. 포포이 (피버 횟수가 4~12회 사이가 아닐 경우 카방클이 등장한다.)

### 자유 대전
사용자가 캐릭터를 자유롭게 골라 컴퓨터와 대전할 수 있다. 사용자와 컴퓨터의 난이도(뿌요의 색깔 수)를 사용자가 직접 선택할 수 있다.

## 피버 시스템
방해뿌요가 자신의 필드 위에 있을 때 자신은 뿌요를 소거하며 상쇄를 시키는데, 그 상쇄를 시키는 것과 동시에 자신은 피버 게이지 하나를 얻고, 상대방에게는 피버 지속 시간을 1초 늘린다. 한번 소거하면 방해뿌요는 내려오지 않는데, 그 상태로 계속 상쇄하여 피버 게이지가 가득 차면 자신은 피버 모드에 돌입하게 된다. 피버 게이지는 7단계로 되어 있다.
피버 모드 상태에는 지속시간이 최대 30초로 한정되어 있으며, 피버 중에는 연쇄를 할 수 있는 뿌요가 차곡차곡 쌓여서 나온다. 한번 뿌요를 소거할 시(연쇄가 가능한 만큼)에는 무조건 그때의 필드는 초기화되고 다시 새로운 뿌요가 내려온다. 피버 모드 전의 방해뿌요는 피버 모드 중에 피해를 줄 수 없으며, 피버 모드 돌입 시에 보낸 방해뿌요만 영향을 받는다. 만약 양쪽의 방해뿌요를 전부 소거하지 못할 경우에는 제한시간이 끝난 뒤에, 전과 후의 방해뿌요를 합산시켜서 필드에 나열된다.
피버 모드 중 제한시간이 끝나게 되면, 공중에 있는 뿌요를 놓은 후 소거를 못 하거나, 연쇄가 가능한 만큼 소거한 후에는 피버 모드가 끝나고 원래의 필드에서 진행한다.

## 연쇄 음성
전작에서는 1연쇄부터 7연쇄 이상의 음성이 차례대로 재생되었으나, 본작에서는 연쇄를 할 시 기본 음성이 순서대로 재생되며, 마지막 연쇄 시 마무리 음성이 재생되는 방식으로 변경되었다.

## 등장 인물
- 아미티(アミティ)
- 라피나(ラフィーナ 라휘-나[*])
- 리델(リデル)
- 타루타루(タルタル)
- 크루크(クルーク)
- 아코르 선생(アコール先生 아코-루 센세-[*])
- 멋쟁이 해골(おしゃれコウベ 오샤레 코우베[*])
- 도토리 개구리(どんぐりガエル 동구리 가에루[*])
- 프랑켄슈타인 부자(こづれフランケン 코즈레 후랑켄[*])
- 오니온(おにおん)
- 물고기 왕자(さかな王子 사카나 오지[*])
- 유우(ユウちゃん 유우쨩[*])
- 호호우도리(ほほうどり)
- 아르르(アルル)
- 카방클(カーバンクル)
- 포포이(ポポイ)

## 저작권 인수
뿌요뿌요 시리즈를 개발하던 컴파일이 파산한 후, 세가에게 뿌요뿌요 저작권이 넘어갔다.

## 평가
| 평가 |                                    |
| --- | ---------------------------------- |
| 통합 점수 통합사 점수 게임랭킹스 NGC: 73% [ 1 ] DS: 74% [ 2 ] PSP: 67% [ 3 ] 메타크리틱 NGC: 72/100 [ 4 ] DS: 76/100 [ 5 ] PSP: 68/100 [ 6 ] |                                    |
| 통합 점수 |                                    |
| 통합사 | 점수                               |
| 게임랭킹스 | NGC: 73% DS: 74% PSP: 67%          |
| 메타크리틱 | NGC: 72/100 DS: 76/100 PSP: 68/100 |